# Javier Raya
Javier Raya (Francisco Javier Raya Buenache, Colmenar Viejo, 20 avril 1991) est un patineur artistique sur glace espagnol. En 2011, il a été champion national senior d'Espagne. Il a représenté l'Espagne aux championnats d'Europe, aux championnats du monde et aux Jeux olympiques de Sochi en 2014.

## Carrière sportive
Raya a commencé à patiner en 1998 dans une patinoire près de la gare de Chamartín à Madrid,. Son premier entraîneur fut Jocelyn Flanagan, puis Carolina Sanz et Jordi Lafarga à Madrid. Il a passé des périodes d'entraînement au Canada pendant les étés. Il a travaillé avec Daniela Slovak à Calgary, Manon Perron à Montréal et Brian Orser à Toronto,.
Raya a fait ses débuts aux Championnats d'Europe en 2011, terminant 19e. Il a subi une blessure à la jambe avant le Nebelhorn Trophy 2011, dont il s'est remis en novembre. Il s'est retiré des Championnats d'Espagne 2012 pour cause de maladie et a manqué les Championnats d'Europe 2012, mais a participé aux Championnats du monde 2012, où il a terminé 24e.
Raya a participé aux Jeux olympiques d'hiver de 2014 à Sotchi et s'est classé 25e. Il s'est retiré des Championnats du monde 2014 en raison d'un problème d'abducteur au pied gauche. Lors des Championnats d'Europe 2015 à Stockholm, il s'est classé 21e dans le programme court, 14e en style libre et 14e au classement général. Elle ne parvient pas à se qualifier pour la phase du programme libre aux Championnats du monde 2016 et 2017. Il a terminé 18e aux Championnats d'Europe 2017.

## Vie personnelle
Il a étudié le ballet de 6 à 17 ans. Il a ensuite étudié la communication audiovisuelle à l'université Complutense de Madrid. En mai 2016, il a rendu publique son homosexualité dans un post Instagram,,,,.

## Programmes
| Années    | Programmes courts                                                                                      | Programmes libres                                                                    |
| --------- | --- | ------------------------------------------------------------------------------------ |
| 2016–2017 | Porgy and Bess George Gershwin                                                                         | Turandot Giacomo Puccini                                                             |
| 2015–2016 | Saturday Night Fever Barry Gibb, Maurice Gibb, Robin Gibb et David Shire Chorégraphie par Joey Russell | - Carne Cruda Fernando Egozcue - Lejos Ara Malikian Chorégraphie par Antonio Najarro |
| 2014–2015 | Moulin Rouge Craig Armstrong                                                                           | West Side Story Leonard Bernstein                                                    |
| 2013–2014 | Les miserables Claude-Michel Schönberg                                                                 | Sing sing sing Louis Prima Sing sing sing Glenn Miller                               |
| 2012–2013 | Como Siento YoHip hip chin chin                                                                        | Funeral para un Amigo Elton John                                                     |
| 2011–2012 | Tango                                                                                                  | Me Encanta París The Witnesses                                                       |
| 2010–2011 | Can Can                                                                                                | Tosca Giacomo Puccini                                                                |
| 2009–2010 | Capone Ronan Hardiman                                                                                  | Romeo et Juliette                                                                    |
| 2008–2009 | Capone Ronan Hardiman                                                                                  | Conciert d'Aranjuez Joaquín Rodrigo                                                  |
| 2007–2008 | Libertango Astor Piazzolla                                                                             | Conciert d'Aranjuez Joaquín Rodrigo                                                  |
| 2006–2007 | Libertango Astor Piazzolla                                                                             | Don Quichotte Ludwig Minkus                                                          |

## Résultats
| Compétition                                            | 2006 - 2007 | 2007 - 2008 | 2008 - 2009 | 2009 - 2010 | 2010 - 2011 | 2011 - 2012 | 2012 - 2013 | 2013 - 2014 | 2014 - 2015 | 2015 - 2016 | 2016 - 2017 |
| ------------------------------------------------------ | ----------- | ----------- | ----------- | ----------- | ----------- | ----------- | ----------- | ----------- | ----------- | ----------- | ----------- |
| Jeux olympiques                                        |             |             |             |             |             |             |             | 25.º        |             |             |             |
| Championnats du monde de patinage artistique sur glace |             |             |             |             |             | 24.º        |             |             |             | 25.º        | 27.º        |
| Championnats d'Europe de patinage artistique sur glace |             |             |             |             | 19.º        |             | 16.º        | 18.º        | 14.º        |             | 18.º        |
| Championnat du monde junior                            | 29.º        |             | 19.º        | 12.º        |             |             |             |             |             |             |             |
| Championnat d'Espagne de patinage sur glace            | 2.º J.      |             | 2.º J.      | 1.º J.      | 1.º         |             | 2.º         | 2.º         | 2.º         | 3.º         | 2.º         |
| Niveaux : J. = Junior                                  |             |             |             |             |             |             |             |             |             |             |             |